# درية الخطيب
دريَّة الخطيب (ولدت 1346 هـ / 1927 م) باحثة ومحققة سورية، وكاتبة وأديبة، وضعت بعضَ الكتب الدراسية بسورية، وحققت وألفت كتبًا أدبية.
زوجها الباحث المحقق لطفي الصقَّال، وابنها مصمِّم الخطوط المهندس الدكتور مأمون الصقال.

## حياتها
ولدت دُريَّة أحمد الخطيب في حلب في 1927م وأمها أسّوم عاشور، ختمت قراءة القرآن الكريم وعمرها سبع سنوات في الكُتَّاب ثم أتمت الدراسة الإبتدائية في 1939م، والثانوية 1946م بحلب، كما حصلت أثناء دراستها الثانوية على شهادة السرتفيكا في اللغة الفرنسية،
ثم تزوجت الاستاذ لطفي الصقال عقب تخرجها، وتنقلت إقامتها تبعا لعمل زوجها، ثم انتسبت في الجامعة السورية بدمشق قسم اللغة العربية في 1954م. عملت بعدها في سلك التعليم في سوريا، وانتدبت لسنة مدرسةً في كلية البنات بالرياض. ثم انتدبت لشغل باحثة في معهد التراث العلمي العربي في حلب، وأحيلت إلى التقاعد عام 1988م.

## المؤلفات والتحقيقات
- الصاحب بن عباد، رسالة جامعية، 1958م[4]
- كتاب للقواعد للصف التاسع، بالاشتراك مع لطفي الصقال.[5]
- كتاب في القواعد لدار المعلمات، بمشاركة لطفي الصقال وعمر الدقاق.[3]
- كتاب في القواعد للسنة الثانية لدار المعلمات، بمشاركة لطفي الصقال، وعمر الدقاق.[3]
- كتاب الأدب للسنة الثانية دار المعلمات، بمشاركة صبري الأشتر، وخليل هنداوي.[3]
- فهارس كتاب تاريخ الأدب العربي لكارل بروكلمان، الجزء 1-6 مع شروح وتعليقات، وقد قامت به أثناء عملها في معهد التراث، وقد طبع منه معهد التراث الأجزاء 2-5 وباقي جزآن ما زالا عند المؤلفة.[3]
- تحقيق كتاب في الطب «ما لا يسع الطبيب جهله» لابن الكتبي، بالاشتراك مع أحمد صقال، وهو موسوعة طبية في استعمالات النباتات وغيرها، مرتبة على أحرف الهجاء.[3]
- تحقيق كتاب «الوصلة إلى الحبيب في وصف الطيبات والطيب» لابن العديم الحلبي، بالاشتراك مع الأستاذة سليمى محجوب طبعه معهد التراث في حلب 1988م.[3]

### تحقيقات مشتركة مع لطفي الصقال
- ديوان علقمة بن عبدة الفحل، بشرح الأعلم الشنتمري، راجعه فخر الدين قباوة، دار الكتاب العربي بحلب، مطبعة الأصيل 1969م.[4][5]
- تتمة ديوان الصنوبري، دار الكتاب العربي بحلب 1971م.[4][5]
- ديوان طرفة بن العبد شرح الأعلم الشنتمري، وتليه طائفة من الشعر المنسوب إلى طرفة، دمشق، مجمع اللغة العربية بدمشق 1975م. وبيروت، المؤسسة العربية للدراسات والنشر 2000.[5]
- ديوان أبي الفتح البستي، دمشق، مجمع اللغة العربية بدمشق 1410هـ-1989م.[4][5]
- أبحاث ومقالات منشورة في مجلات أدبية.[6]

## وصلات خارجية
- درية الخطيب على موقع أرشيف الشارخ